# Кричићи-Јејићи
Кричићи-Јејићи је насељено место у Босни и Херцеговини у општини Добретићи. Административно припада Федерацији Босне и Херцеговине, односно њеном Средњобосанском кантону. Према попису становништва из 2013. у насељу је било 39 становника, а већинску популацију у насељу чинили су Хрвати.
До 1992. село се налазило у саставу некадашње општине Скендер Вакуф чији највећи део је ушао у састав Републике Српске где је организован као општина Кнежево.

## Становништво
По последњем службеном попису становништва из 2013. године у насељу Кричићи-Јејићи живело је 39 становника, а село је било етнички хомогено са већинском хрватском популацијом.
| Националност | 2013. | 1991.        | 1981.        | 1971.        |
| Хрвати       | —     | 383 (97,95%) | 390 (99,24%) | 321 (98,27%) |
| Срби         | —     | 0            | 3 (0,76%)    | 2 (0,61%)    |
| Бошњаци      | —     | 0            | 0            | 0            |
| Југословени  | —     | 4 (1,02%)    | 0            | 0            |
| остали       | —     | 4 (1,02%)    | 0            | 2 (0,61%)    |
| Укупно       | 39    | 391          | 393          | 325          |